# PCDH8
PCDH8‏ (Protocadherin 8) هوَ بروتين يُشَفر بواسطة جين PCDH8 في الإنسان.